# Emerge Desktop
Emerge Desktop ist eine alternative Desktop-Umgebung für Windows 2000, Windows XP, Windows Vista und Windows Server 2003. Es ist in C++ geschrieben, vorwiegend mit dem MinGW-Compiler entwickelt und unter der GPL3 veröffentlicht.

## Applets
Emerge Desktop besteht aus Modulen, die „Applets“ genannt werden. Applets für Emerge Desktop sind eigenständige Programme, die jedoch untereinander Daten austauschen können. Zu Emerge Desktop gehören diese Applets:
- emergeCommand
- emergeCore
- emergeDesktop
- emergeHotkeys
- emergeLauncher
- emergeTasks
- emergeTray
- emergeVWM

Jedes Applet ist dazu gedacht, Funktionen der Standard-Windowsoberfläche (des Windows-Explorers) zu ersetzen bzw. zu erweitern und bietet verschiedene Einstellungen und Anzeigemöglichkeiten an.

### EmergeCore
Das Applet emergeCore ermöglicht allen Emerge Desktop Applets untereinander Daten auszutauschen. Ohne emergeCore laufen die Applets als gewöhnliche Anwendungsprogramme. So können sie z. B. auch auf anderen Windowsoberflächen benutzt werden.

### EmergeTray
Mit emergeTray erhält der Benutzer ein Benachrichtigungsfeld, das alle Benachrichtigungssymbole anzeigt, die normalerweise in der Taskbar des Windows Explorers unten rechts neben der Uhrzeit erscheinen.

### EmergeVWM
Virtuelle Arbeitsbereiche sind unter Unix-artigen Systemen schon lange bekannt. Es gibt auch einige Virtual Window Manager (VWM) für Microsoft Windows; und Emerge Desktop bringt mit diesem Applet seinen eigenen VWM mit.